# Sphecodes formosus
Sphecodes formosus är en biart som beskrevs av Cockerell 1911. Sphecodes formosus ingår i släktet blodbin, och familjen vägbin. Inga underarter finns listade i Catalogue of Life.